# Rallye Mexiko 2007
Die 4. Rallye Mexiko war der vierte von 16 FIA-Weltmeisterschaftsläufen 2007. Die Rallye bestand aus 20 Wertungsprüfungen und wurde zwischen dem 9. und dem 11. März ausgetragen.

## Bericht
Am Freitagnachmittag übernahm Citroën-Pilot Sébastien Loeb die Führung, als der bis dahin Gesamtführende Petter Solberg (Subaru) aufgeben musste. Danach ließ sich Loeb den Sieg nicht mehr nehmen und baute den Vorsprung auf rund eine Minute aus. Loeb konnte das Geschehen kontrollieren und seinen 30. Sieg in einem Weltmeisterschaftslauf entgegenfahren.
Auf den zweiten Rang fuhr Ford-Werkspilot Marcus Grönholm. Er verpatzte den Freitag mit einem falschen Set-Up und startete am Samstag eine Aufholjagd, die ihn bis auf Rang zwei nach vorne brachte. Die Hoffnung, den Sieg noch einfahren zu können, gab Grönholm jedoch bald auf, da Loeb schon zu viel Vorsprung hatte. Grönholm blieb Führender in der Weltmeisterschaft mit vier Punkten Vorsprung auf Loeb. In der Herstellerwertung behielt Ford den ersten Rang vor Citroën.
Zu Beginn des letzten Tages hatten drei weitere Fahrer die Chance auf das Siegerpodium zu kommen. Dani Sordo (Citroën) startete am Sonntag als Gesamtdritter in die Rallye, dahinter Mikko Hirvonen (Ford) und Chris Atkinson (Subaru). Schon in der ersten Wertungsprüfung des Sonntags verdrängte Hirvonen Sordo von Rang drei und behielt den Podestplatz bis ins Ziel. Sordo musste sich mit Rang vier begnügen vor Atkinson, sammelte aber wichtige Punkte für Citroën in der Herstellerwertung.

## Klassifikationen

### Endresultat
| Pos.   | Fahrer             | Beifahrer         | Auto                     | Zeit      | Rückstand | Punkte |
| WRC    | WRC                | WRC               | WRC                      | WRC       | WRC       | WRC    |
| ------ | ------------------ | ----------------- | ------------------------ | --------- | --------- | ------ |
| 1      | Sébastien Loeb     | Daniel Elena      | Citroën C4 WRC           | 3:48:13.3 | 00:00.0   | 10     |
| 2      | Marcus Grönholm    | Timo Rautiainen   | Ford Focus RS WRC        | 3:49:09.1 | 00:55.8   | 8      |
| 3      | Mikko Hirvonen     | Jarmo Lehtinen    | Ford Focus RS WRC        | 3:49:41.0 | 01:27.7   | 6      |
| 4      | Daniel Sordo       | Marc Marti        | Citroën C4 WRC           | 3:49:57.0 | 01:43.7   | 5      |
| 5      | Chris Atkinson     | Glenn McNeall     | Subaru Impreza WRC       | 3:50:37.4 | 02:24.1   | 4      |
| 6      | Manfred Stohl      | Ilka Minor        | Citroën Xsara WRC        | 3:51:58.8 | 03:45.5   | 3      |
| 7      | Jari-Matti Latvala | Miikka Anttila    | Ford Focus RS WRC        | 3:52:24.1 | 04:10.8   | 2      |
| 8      | Matthew Wilson     | Michael Orr       | Ford Focus RS WRC        | 4:00:35.9 | 12:22.6   | 1      |
| PCWRC  |                    |                   |                          |           |           |        |
| 1 (10) | Mark Higgins       | Scott Martin      | Mitsubishi Lancer Evo IX | 4:08:44.5 | 20:31.2   | 10     |
| 2 (11) | Toshi Arai         | Tony Sircombe     | Subaru Impreza WRX STi   | 4:10:05.4 | 21:52.1   | 8      |
| 3 (13) | Kristian Sohlberg  | Risto Pietiläinen | Subaru Impreza WRX STi   | 4:11:15.2 | 23:01.9   | 6      |
| 4 (14) | Mirco Baldacci     | Giovanni Agnese   | Subaru Impreza WRX STi   | 4:12:51.9 | 24:38.6   | 5      |
| 5 (15) | Travis Pastrana    | Christian Edstrom | Subaru Impreza WRX STi   | 4:16:53.2 | 28:39.9   | 4      |
| 6 (16) | Štěpán Vojtěch     | Michal Ernst      | Mitsubishi Lancer Evo IX | 4:25:43.3 | 37:30.0   | 3      |
| 7 (18) | Fumio Nutahara     | Daniel Barritt    | Mitsubishi Lancer Evo IX | 4:26:02.5 | 37:49.2   | 2      |
| 8 (20) | Spyros Pavlides    | Denis Giraudet    | Subaru Impreza WRX STIi  | 4:34:23.7 | 46:10.4   | 1      |

### Wertungsprüfungen
| Tag                                 | WP                                  | WP Name         | Länge         | Start LT / MEZ  | Fahrer            | Auto               | Zeit        | Ø km/h      | Leader         |
| ----------------------------------- | ----------------------------------- | --------------- | ------------- | --------------- | ----------------- | ------------------ | ----------- | ----------- | -------------- |
| Tag 1 9. März                       | WP1                                 | Alfaro 1        | 23,50 km      | 08:28 / 15:28   | Petter Solberg    | Subaru Impreza WRC | 14:03.5     | 100,3 km/h  | Petter Solberg |
| Tag 1 9. März                       | WP2                                 | Ortega 1        | 29,65 km      | 09:51 / 16:51   | Petter Solberg    | Subaru Impreza WRC | 17:28.7     | 101,78 km/h | Petter Solberg |
| Tag 1 9. März                       | WP3                                 | El Cubilete 1   | 17,87 km      | 10:34 / 17:34   | Petter Solberg    | Subaru Impreza WRC | 9:45.6      | 109,86 km/h | Petter Solberg |
| Tag 1 9. März                       | Service Poliforum 12:04 / 19:04 Uhr |                 |               |                 |                   |                    |             |             | Petter Solberg |
| Tag 1 9. März                       | WP4                                 | Alfaro 2        | 23,50 km      | 13:02 / 20:02   | Sébastien Loeb    | Citroën C4 WRC     | 13:47.0     | 102,3 km/h  | Petter Solberg |
| Tag 1 9. März                       | WP5                                 | Ortega 2        | 29,65 km      | 14:25 / 21:25   | Manfred Stohl     | Citroën Xsara WRC  | 16:58.2     | 104,83 km/h | Petter Solberg |
| Tag 1 9. März                       | WP6                                 | El Cubilete 2   | 17,87 km      | 15:08 / 22:08   | Sébastien Loeb    | Citroën C4 WRC     | 9:37.5      | 111,4 km/h  | Sébastien Loeb |
| Tag 1 9. März                       | WP7                                 | Super Special 1 | 2,21 km       | 16:29 / 23:29   | Marcus Grönholm   | Ford Focus RS WRC  | 1:42.6      | 77,54 km/h  | Sébastien Loeb |
| Tag 1 9. März                       | WP8                                 | Super Special 2 | 2,21 km       | 16:33 / 23:33   | Chris Atkinson    | Subaru Impreza WRC | 1:42.0      | 78,0 km/h   | Sébastien Loeb |
| Tag 1 9. März                       | Service Poliforum 17:03 / 00:03 Uhr |                 |               |                 |                   |                    |             |             | Sébastien Loeb |
| Tag 2 10. März                      |                                     |                 |               |                 |                   |                    |             |             | Sébastien Loeb |
| Service Poliforum 07:30 / 14:30 Uhr |                                     |                 |               |                 |                   |                    |             |             | Sébastien Loeb |
| WP9                                 | Ibarilla 1                          | 30,20 km        | 08:19 / 15:19 | Sébastien Loeb  | Citroën C4 WRC    | 18:17.3            | 99,08 km/h  |             | Sébastien Loeb |
| WP10                                | Duarte 1                            | 23,51 km        | 09:42 / 16:42 | Sébastien Loeb  | Citroën C4 WRC    | 17:55.0            | 78,73 km/h  |             | Sébastien Loeb |
| WP11                                | Derramadero 1                       | 23,27 km        | 10:33 / 17:33 | Marcus Grönholm | Ford Focus RS WRC | 14:01.6            | 99,54 km/h  |             | Sébastien Loeb |
| Service Poliforum 11:58 / 18:58 Uhr |                                     |                 |               |                 |                   |                    |             |             | Sébastien Loeb |
| WP12                                | Ibarilla 2                          | 30,20 km        | 13:07 / 20:07 | Sébastien Loeb  | Citroën C4 WRC    | 18:02.6            | 100,42 km/h |             | Sébastien Loeb |
| WP13                                | Duarte 2                            | 23,51 km        | 14:30 / 21:30 | Marcus Grönholm | Ford Focus RS WRC | 17:32.2            | 80,48 km/h  |             | Sébastien Loeb |
| WP14                                | Derramadero 2                       | 23,27 km        | 15:21 / 22:21 | Sébastien Loeb  | Citroën C4 WRC    | 13:49.4            | 101,0 km/h  |             | Sébastien Loeb |
| WP15                                | Super Special 3                     | 2,21 km         | 16:35 / 23.35 | Daniel Sordo    | Citroën C4 WRC    | 1:44.6             | 76,06 km/h  |             | Sébastien Loeb |
| WP16                                | Super Special 4                     | 2,21 km         | 16:39 / 23.39 | Marcus Grönholm | Ford Focus RS WRC | 1:43.6             | 76,8 km/h   |             | Sébastien Loeb |
| Service Poliforum 17:09 / 00:09 Uhr |                                     |                 |               |                 |                   |                    |             |             | Sébastien Loeb |
| Tag 3 11. März                      |                                     |                 |               |                 |                   |                    |             |             | Sébastien Loeb |
| Service Poliforum 07:45 / 14:45 Uhr |                                     |                 |               |                 |                   |                    |             |             | Sébastien Loeb |
| WP17                                | Leon                                | 16,29 km        | 08:23 / 15:23 | Mikko Hirvonen  | Ford Focus RS WRC | 10:35.8            | 92,24 km/h  |             | Sébastien Loeb |
| WP18                                | Guanajuatito                        | 23,34 km        | 08:54 / 15:54 | Marcus Grönholm | Ford Focus RS WRC | 15:12.3            | 92,1 km/h   |             | Sébastien Loeb |
| WP19                                | Comanjilla                          | 18,10 km        | 10:17 / 17:17 | Mikko Hirvonen  | Ford Focus RS WRC | 10:17.6            | 105,51 km/h |             | Sébastien Loeb |
| WP20                                | Super Special 5                     | 4,42 km         | 11:28 18:28   | Marcus Grönholm | Ford Focus RS WRC | 3:23.6             | 78,15 km/h  |             | Sébastien Loeb |
| Service Poliforum 11:50 / 18:50 Uhr |                                     |                 |               |                 |                   |                    |             |             | Sébastien Loeb |

Quelle:

### Gewinner Wertungsprüfungen
| WP                    | Anzahl | Fahrer          | Auto               |
| --------------------- | ------ | --------------- | ------------------ |
| 4, 6, 9, 10, 12, 14   | 6      | Sébastien Loeb  | Citroën C4 WRC     |
| 7, 11, 13, 16, 18, 20 | 6      | Marcus Grönholm | Ford Focus RS WRC  |
| 1–3                   | 3      | Petter Solberg  | Subaru Impreza WRC |
| 17, 19                | 2      | Mikko Hirvonen  | Ford Focus RS WRC  |
| 5                     | 1      | Manfred Stohl   | Citroën Xsara WRC  |
| 8                     | 1      | Chris Atkinson  | Subaru Impreza WRC |
| 15                    | 1      | Dani Sordo      | Citroën C4 WRC     |

### Fahrer-WM nach der Rallye
| Pos. | Fahrer          | Punkte |
| ---- | --------------- | ------ |
| 1    | Marcus Grönholm | 32     |
| 2    | Sébastien Loeb  | 28     |
| 3    | Mikko Hirvonen  | 26     |
| 4    | Dani Sordo      | 13     |
| 5    | Henning Solberg | 11     |

### Team-Weltmeisterschaft
| Pos. | Team               | Punkte |
| ---- | ------------------ | ------ |
| 1    | Ford WRT           | 58     |
| 2    | Citroën WRT        | 43     |
| 3    | Stobart Ford WRT   | 19     |
| 4    | Subaru WRT         | 19     |
| 5    | Kronos Citroën WRT | 14     |